# Higashimurayama, Tokyo
Higashimurayama (tiếng Nhật: 東村山市) là một thành phố thuộc ngoại ô Tokyo, Nhật Bản.
Đến năm 2010, thành phố có dân số ước tính là 150.556 và mật độ dân số là 8.770 người/km². Tổng diện tích là 17,17 km².

## Lịch sử
Ngày 1 Tháng 4, 1889, với việc thành lập các hệ thống đô thị, một số làng sáp nhập để hình thành làng Higashimurayama (Higashimurayama-mura). Ngày 1 Tháng 4 năm 1942, nó đã trở thành thị xã Higashimurayama (Higashimurayama-machi), vào ngày 1 tháng 4 năm 1964, nó đã trở thành một thành phố.

Hachikokuyama là công viên trong Higashimurayama.

## Giáo dục
Các trường trung học công lập trong thành phố:
- Trường trung học Higashimurayama  Lưu trữ ngày 28 tháng 11 năm 2009 tại Wayback Machine
- Trường trung học Tây Higashimurayama Lưu trữ ngày 28 tháng 11 năm 2009 tại Wayback Machine

## Thành phố kết nghĩa

### Trong nước
- Kashiwazaki, năm 1996.

### Nước ngoài
- Independence, Missouri, Mĩ, năm 1978.
- Tô Châu, Trung Quốc, năm 2005.